# Diedrocephala typhlocyboides
Diedrocephala typhlocyboides är en insektsart som beskrevs av Victor Antoine Signoret 1854. Diedrocephala typhlocyboides ingår i släktet Diedrocephala och familjen dvärgstritar. Inga underarter finns listade i Catalogue of Life.